# Dalbergia richardsii
Dalbergia richardsii là một loài thực vật có hoa trong họ Đậu. Loài này được Sunarno & Ohashi miêu tả khoa học đầu tiên.